# 氟化钾
氟化钾（化学式：KF）是氢氟酸的钾盐，是除氟化氢外氟离子的主要来源。它由碱金属離子與鹵素離子組成，属于碱金属卤化物，水溶液会腐蚀玻璃，生成可溶的氟硅酸盐。

## 有机化学应用
有机化学中，KF用于提供氟离子，与氯代烃发生亲核取代反应生成氟代烃。 一般反应溶剂为二甲基甲酰胺、乙二醇和二甲基亚砜类的极性溶剂。

## 安全
氟化钾可提供氟离子，因此具腐蚀性，吸入或吞食均对机体有害，皮肤接触可能造成严重烧伤。